# Královice (Praha)
Královice (německy Kralowitz) jsou městská čtvrť a katastrální území Prahy, tvořící území městské části Praha-Královice. Je zde evidováno 12 ulic a 121 adres. Žije zde zhruba 300 obyvatel.
Do dnešní doby si Královice zachovaly původní vesnický ráz, díky svým urbanistickým hodnotám se v roce 1991 staly vesnickou památkovou zónou. Mnoho z těchto hodnot je však nyní ohroženo developerskými aktivitami společností Karla Komárka,[zdroj?] které se staly vlastníky cca 110 ha okolních pozemků. V územní plánu jsou navržené změny využití části pozemků v Královicích.

## Pamětihodnosti
- Kostel svaté Markéty poprvé zmiňovaný ve 14. století. Podle pověsti se na jeho místě narodila dcera českého krále Václava II. Markéta Přemyslovna.
- Hradiště Šance pocházející z konce 1. tisíciletí n. l.
- Tvrz Královice

### Další stavby
- Královický mlýn, v severní části obce u rybníka, ruiny

## Fotogalerie

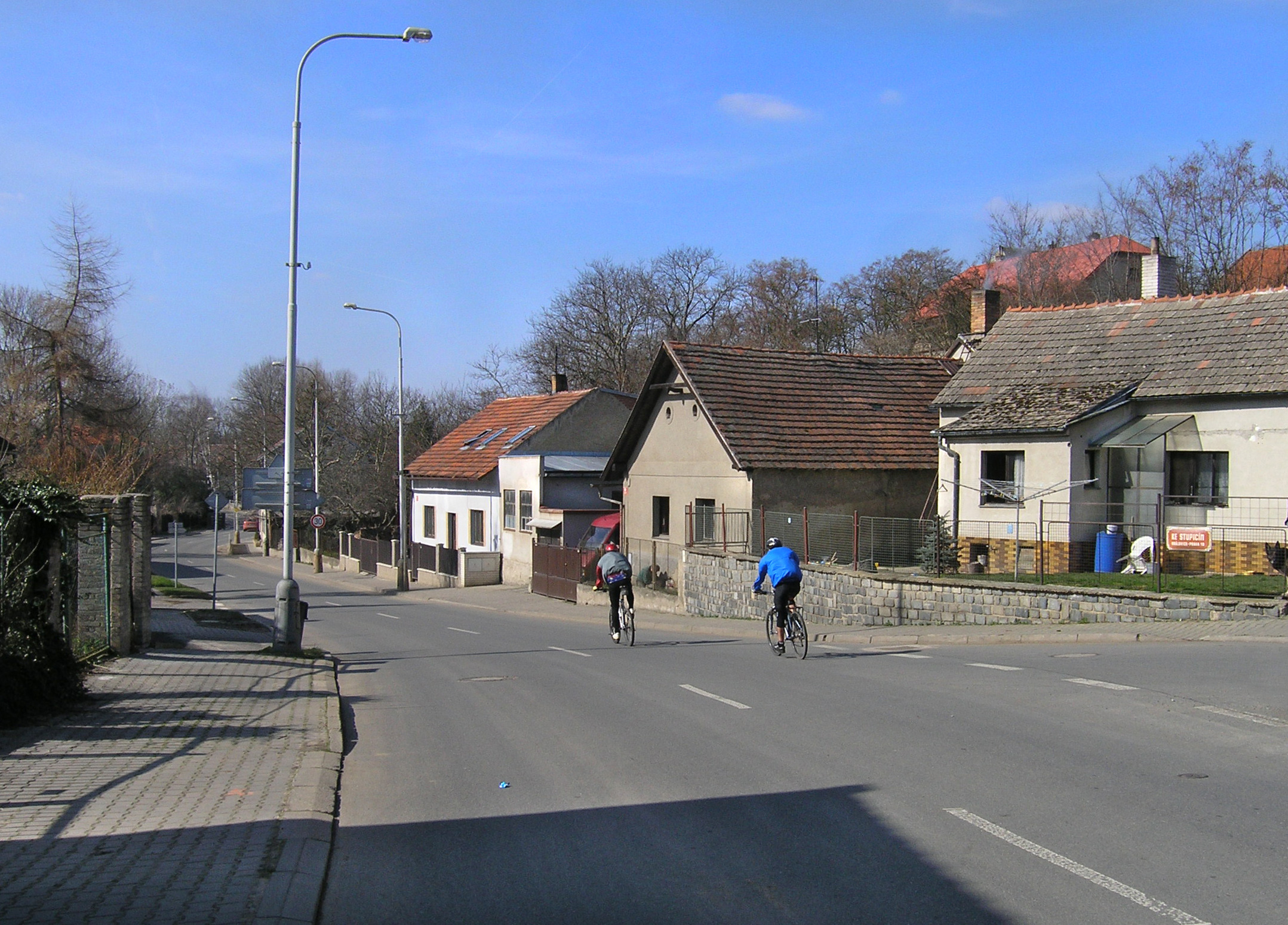
Ulice K Uhříněvsi
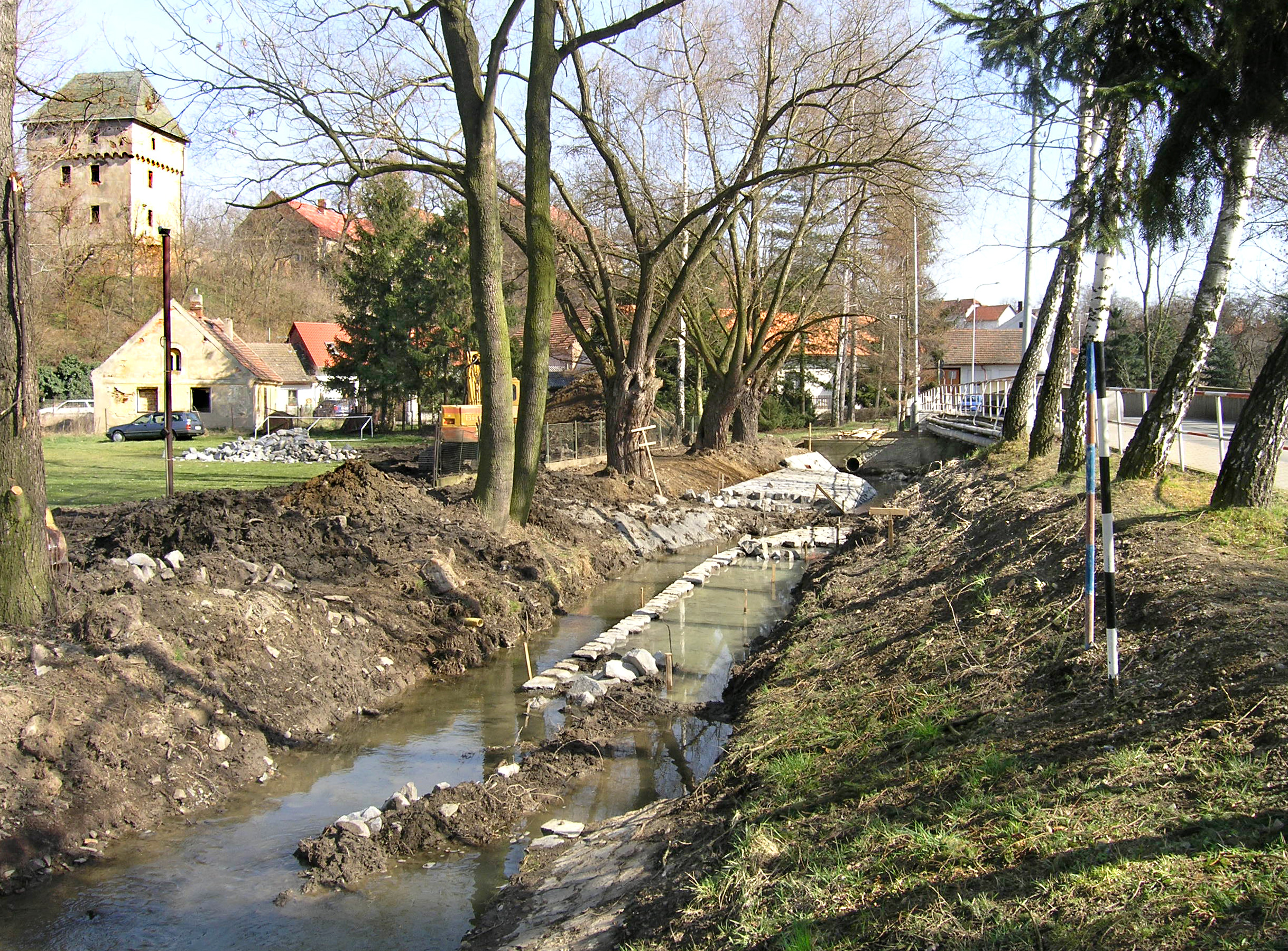
Říčka Rokytka
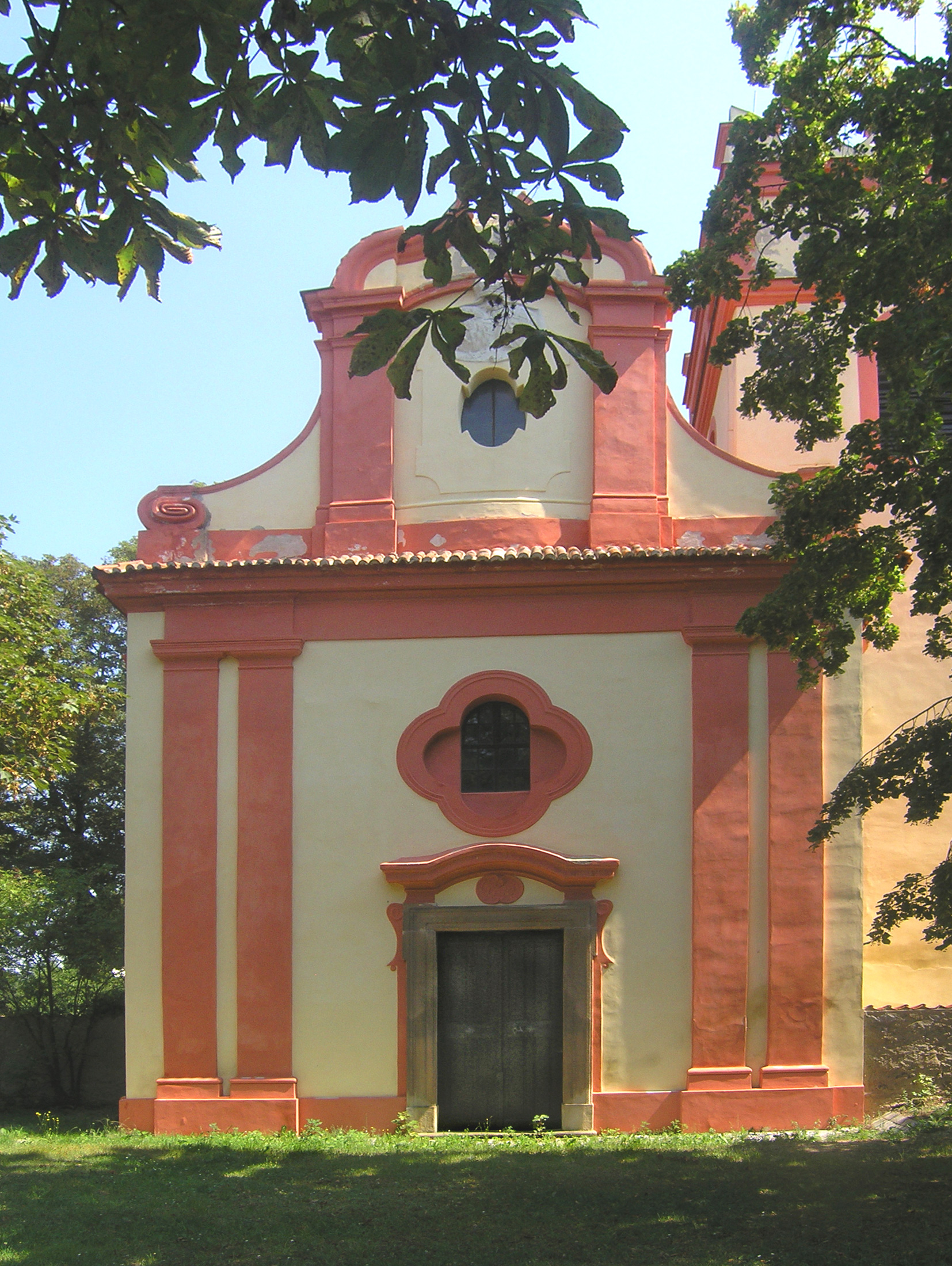
Kostel svaté Markéty
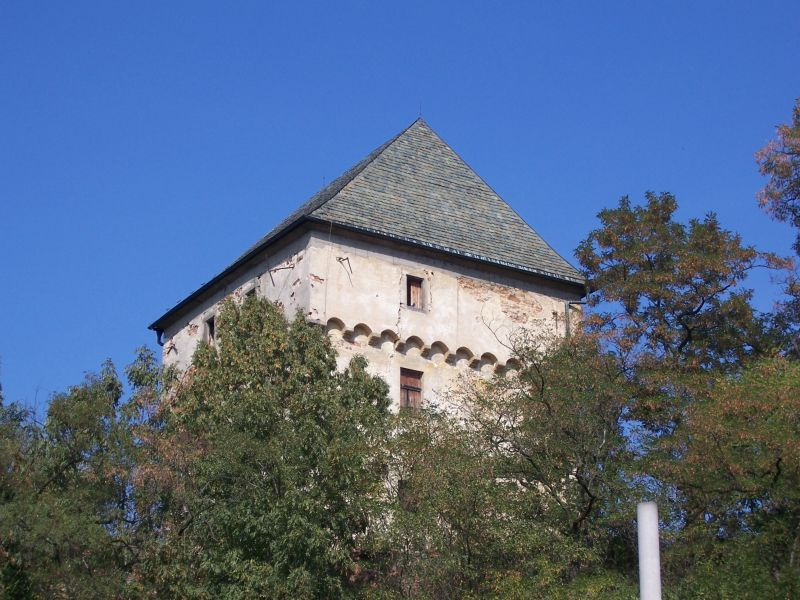
Tvrz Královice
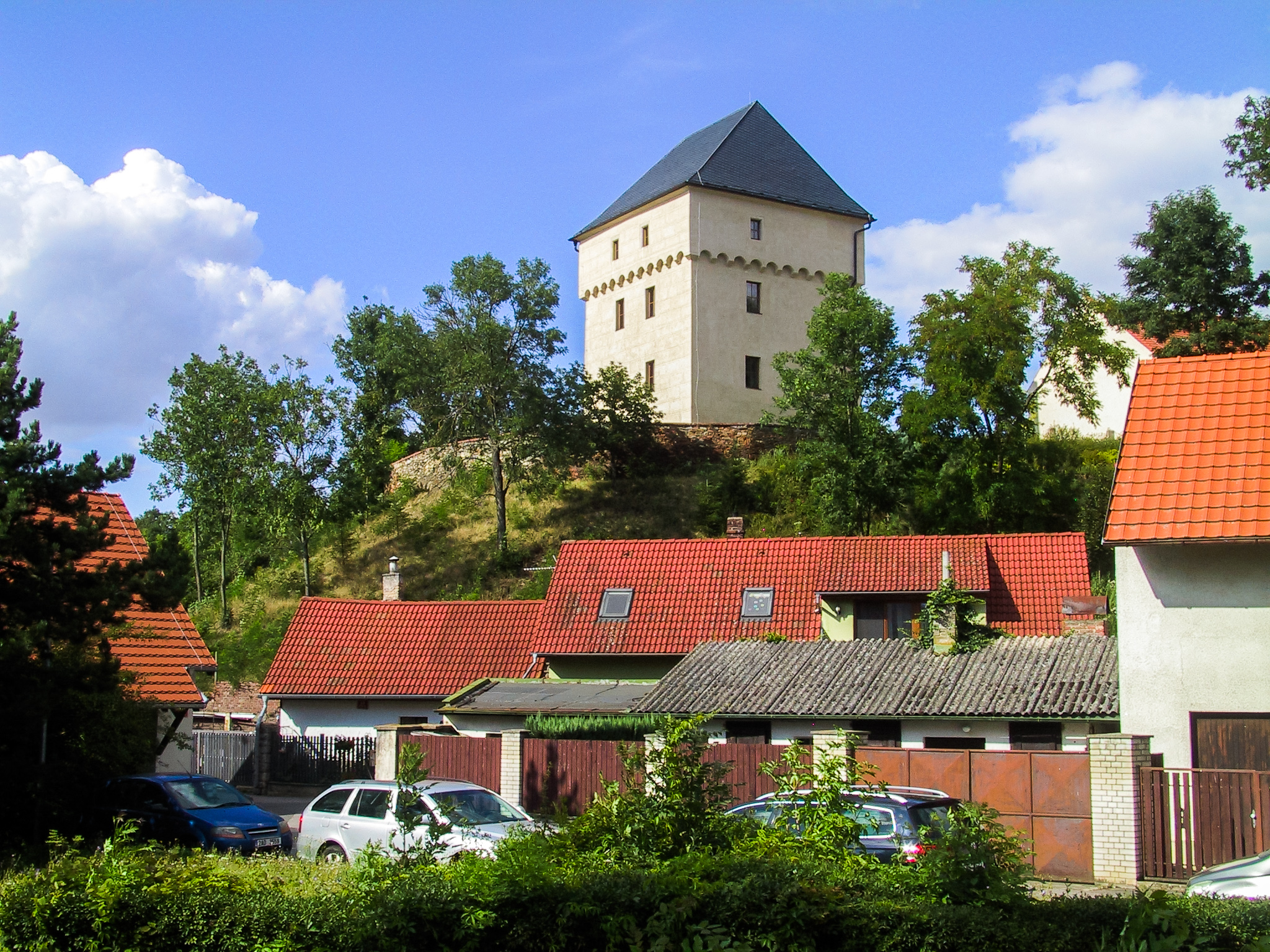
Tvrz po rekonstrukci